# Трой Діні
Трой Діні (англ. Troy Deeney, нар. 29 червня 1988, Бірмінгем) — англійський футболіст, нападник клубу «Бірмінгем Сіті».

## Ігрова кар'єра

### Ранні роки
Народився 29 червня 1988 року в місті Бірмінгем і запрошений на перегляд до місцевого клубу «Астон Вілла» у віці 15 років, але не справив враження. У 2004 році став гравцем академії клубу «Челмслі Таун», в якому виступав до 2006 року. Під час виступів за «Челмслі Таун» його помітив тренер молодіжного складу «Волсолла» Мік Галсолл, який прийшов подивитися на гру свого сина, проте той матч був відкладений. Замість цього він побачив Діні, який зіграв у стані алкогольного сп'яніння, але забив 7 голів у грі, що завершилася з рахунком 11:4. Після цього Діні пройшов перегляд у «Волсоллі», але тільки після того, як його тренер з «Челмслі» буквально підняв його з ліжка і заплатив за таксі. 18 грудня 2006 року Діні підписав з «Волсоллом» свій перший професіональний контракт, після чого відразу ж був відправлений в оренду в аматорський клуб «Гейлсовен Таун» до закінчення сезону 2006/07.

### «Волсолл»

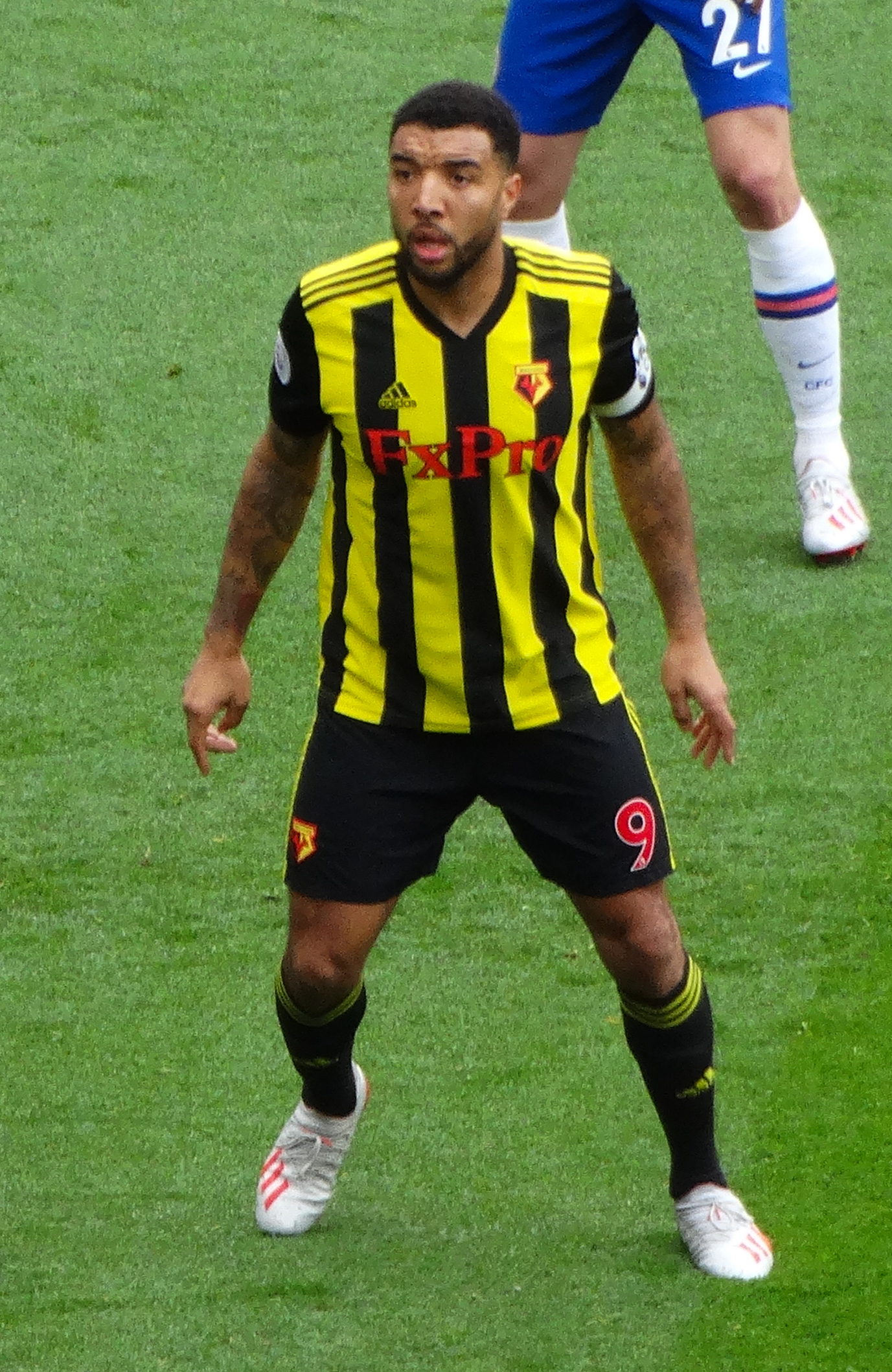
Трой Діні під час виступів за «Вотфорд». 5 травня 2019 року.

Свій перший гол за «Волсолл» Діні забив у вересні 2007 року в грі проти «Міллволла». Цей гол став для нього єдиним у сезоні 2007/08. У першій половині сезону 2008/09 Трой забив лише 2 голи, проте після призначення на пост головного тренера Кріса Гатчінгса у січні 2009 року Діні почав грати на своїй улюбленій позиції нападника замість правого крайнього півзахисника, що відразу дало результат у вигляді забитих м'ячів. У 12 матчах під керівництвом Гатчінгса Діні забив 9 голів. 9 вересня 2009 року Діні підписав з «Волсоллом» дворічний контракт. У сезоні 2009/10 Діні забив 14 голів і був визнаний гравцем року в клубі.

### «Вотфорд»
4 серпня 2010 року Діні подав письмове прохання про трансфер. Через два дні він був проданий у «Вотфорд» за £250 000. Діні підписав з клубом дворічний контракт, що передбачав збільшення його зарплати з £1200 до £6000 на тиждень. Того ж дня, 6 серпня, він дебютував за «Вотфорд» у матчі проти «Норвіч Сіті». Свій перший гол за «шершнів» Діні забив 24 серпня в грі Кубка Футбольної ліги проти «Ноттс Каунті».
У березні 2013 року Діні продовжив свій контракт з «Вотфордом» до 2016 року.
У сезоні 2013/14 Діні забив 24 голи в Чемпіоншипі і був визнаний найкращим гравцем сезону у складі «Вотфорда».
Після відходу з клубу Мануеля Альмунії перед початком сезону 2014/15 Трой Діні був призначений новим капітаном «Вотфорда». За підсумками першого «капітанського» сезону Діні допоміг «Вотфорду» вийти в Прем'єр-лігу. Також він став першим гравцем «Вотфорда», який забивав 20 і більше голів в трьох сезонах поспіль (2012/13, 2013/14 і 2014/15).
8 серпня 2015 року Діні провів свій перший матч у Прем'єр-лізі, в якому «шершні» зіграли на виїзді внічию з «Евертоном». 24 жовтня забив свій перший гол у Прем'єр-лізі в грі проти «Сток Сіті».
1 липня 2016 року, після того як «Вотфорд» зберіг прописку в елітному дивізіоні, Діні підписав нову п'ятирічну угоду з клубом і в наступні роки був одним із лідерів і капітаном команди. Діні дійшов з командою до фіналу кубка Англії у 2019 році, де його команда програла «Манчестер Сіті» 0:6. Після того як влітку 2020 року «Вотфорд» після п'яти сезонів вилетів з Прем'єр-ліги, Діні сказав, що «не впевнений» у своєму майбутньому у «Вотфорді». Станом на 26 липня 2020 року відіграв за клуб з Вотфорда 368 матчів в національному чемпіонаті.

## Статистика виступів

### Статистика клубних виступів
| Сезон               | Команда             | Чемпіонат           | Чемпіонат | Чемпіонат | Національний кубок | Національний кубок | Національний кубок | Континентальні кубки | Континентальні кубки | Континентальні кубки | Інші змагання | Інші змагання | Інші змагання | Усього | Усього |
| Сезон               | Команда             | Ліга                | Ігор      | Голів     | Ліга               | Ігор               | Голів              | Ліга                 | Ігор                 | Голів                | Ліга          | Ігор          | Голів         | Ігор   | Голів  |
| ------------------- | ------------------- | ------------------- | --------- | --------- | ------------------ | ------------------ | ------------------ | -------------------- | -------------------- | -------------------- | ------------- | ------------- | ------------- | ------ | ------ |
| серп.2006-січ. 2007 | «Волсолл»           | 2Л                  | 1         | 0         | КА+КЛ              | 0+0                | 0                  | -                    | -                    | -                    |               | -             | -             | 1      | 0      |
| січ.-черв. 2007     | «Гейлсовен Таун»    | ПФЛ                 | 10        | 8         | -                  | -                  | -                  | -                    | -                    | -                    |               | -             | -             | 10     | 8      |
| 2007–08             | «Волсолл»           | 1Л                  | 35        | 1         | КА+КЛ              | 4+0                | 0                  | -                    | -                    | -                    | FLT           | 1             | 0             | 40     | 1      |
| 2008–09             | «Волсолл»           | 1Л                  | 45        | 12        | КА+КЛ              | 1+1                | 0                  | -                    | -                    | -                    | FLT           | 2             | 0             | 49     | 12     |
| 2009–10             | «Волсолл»           | 1Л                  | 42        | 14        | КА+КЛ              | 2+1                | 0                  | -                    | -                    | -                    | FLT           | 1             | 0             | 46     | 14     |
| Усього за «Волсолл» | Усього за «Волсолл» | Усього за «Волсолл» | 123       | 27        |                    | 9                  | 0                  |                      | -                    | -                    |               | 4             | 0             | 136    | 27     |
| 2010–11             | «Вотфорд»           | ЧФЛ                 | 36        | 2         | КА+КЛ              | 2+2                | 0+1                | -                    | -                    | -                    | -             | -             | -             | 40     | 3      |
| 2011–12             | «Вотфорд»           | ЧФЛ                 | 43        | 11        | КА+ЧФЛ             | 2+1                | 1+0                | -                    | -                    | -                    | -             | -             | -             | 46     | 12     |
| 2012–13             | «Вотфорд»           | ЧФЛ                 | 40+2      | 19+1      | КА+КЛ              | 1+0                | 0                  | -                    | -                    | -                    | -             | -             | -             | 43     | 20     |
| 2013–14             | «Вотфорд»           | ЧФЛ                 | 44        | 24        | КА+КЛ              | 3+1                | 1+0                | -                    | -                    | -                    | -             | -             | -             | 48     | 25     |
| 2014–15             | «Вотфорд»           | ЧФЛ                 | 42        | 21        | КА+КЛ              | 1+0                | 0                  | -                    | -                    | -                    | -             | -             | -             | 43     | 21     |
| 2015–16             | «Вотфорд»           | ПЛ                  | 38        | 13        | КА+КЛ              | 5+0                | 2+0                | -                    | -                    | -                    | -             | -             | -             | 43     | 15     |
| 2016–17             | «Вотфорд»           | ПЛ                  | 37        | 10        | КА+КЛ              | 2+1                | 0                  | -                    | -                    | -                    | -             | -             | -             | 40     | 10     |
| 2017–18             | «Вотфорд»           | ПЛ                  | 29        | 5         | КА+КЛ              | 1+1                | 1+0                | -                    | -                    | -                    | -             | -             | -             | 31     | 6      |
| 2018–19             | «Вотфорд»           | ПЛ                  | 26        | 8         | КА+КЛ              | 2+0                | 1+0                | -                    | -                    | -                    | -             | -             | -             | 28     | 9      |
| Усього за «Вотфорд» | Усього за «Вотфорд» | Усього за «Вотфорд» | 335+2     | 113+1     |                    | 25                 | 7                  |                      | -                    | -                    |               | -             | -             | 362    | 121    |
| Усього за кар'єру   | Усього за кар'єру   | Усього за кар'єру   | 468+2     | 149       |                    | 34                 | 7                  |                      | -                    | -                    |               | 4             | 0             | 508    | 156    |